# François Bordes
François Bordes nació el 30 de diciembre de 1919 en Rives (Lot y Garona) y murió el 30 de abril de 1981 en Tucson (Arizona). Se le considera el prehistoriador francés que más ha aportado al conocimiento del Paleolítico; aunque también escribió novelas de ciencia ficción con el seudónimo de «Francis Carsac».

## Formación e investigaciones
Cursó estudios en Toulouse, en Burdeos y en París, obteniendo el doctorado den ciencias naturales con una tesis titulada: «Les limons quaternaires du Bassin de la Seine - Stratigraphie et archéologie paléolithique» (Los limos cuaternarios del valle del Sena. Estratigrafía y arqueología paleolítica), publicada en 1954 por el Instituto de Paleontología Humana de París.
Formó parte del CNRS entre los años 1945 y 1955, antes de convertirse en profesor en las materias de Geología del Cuaternario y Prehistoria, en la Facultad de ciencias de la Universidad de Burdeos, en 1956. En esta ciudad fundó el Instituto del Cuaternario (hoy denominado Instituto de Prehistoria y Geología del Cuaternario, Unidad Mixta de Investigación número 5808 del CNRS).
Entre 1957 y 1975 fue director del organismo Antiquités Préhistoriques d’Aquitaine, actualmente equivalente a Conservador del Patrimonio del Ministerio de Cultura francés.
Ha dirigido innumerables excavaciones arqueológicas en yacimientos de primer orden, sobre todo en el suroeste de Francia, destacando Pech-de-l'Azé, Combe-Grenal o Corbiac, entre otros.

## Contribuciones a la arqueología
Su contribución más aplaudida ha sido la descripción de la diversidad de industrias líticas del Paleolítico inferior y medio con una metodología empírica ayudada por medio de cálculo sestadísticos y matemáticos simples y accesibles. A pesar de su sencillez, la inclusión de las matemáticas fue una innovación tan grande en los años 50 que se llegó a hablar del «Método de Bordes». Realmente, su sistema creó una gran escuela de prehistoriadores (entre los que se cuenta su propia esposa, Denise de Sonneville–Bordes), con una influencia tan decisiva (por no decir, avasalladora) que ha provocado la aparición de tendencias opuestas que reaccionaban contra ella (en la misma Francia destaca la tipología analítica y estructural de Georges Laplace y en los países anglosajones la New Archaeology o Arqueología procesual). El punto de partida de Laplace era completamente diferente del de Bordes, pero su objeto final era muy parecido, el de elaborar listas de tipos líticos para poder confrontarlas con otras y establecer conclusiones a partir de tales comparaciones. Incluso en España, tan seguidora siempre de los dictados franceses en Prehistoria protestaba el profesor Luis Pericot

«Pero, basta ensayar la aplicación del método Bordes a cualquiera de los yacimientos hispanos, y lo mismo ha de ocurrir en comarcas francesas, fuera de donde el sistema se ha creado, o en otros países europeos, para darnos cuenta de la excesiva minuciosidad en algunos grupos de utillaje y la insuficiencia en otros. Nuestro Paleolítico superior hispano no puede, por ejemplo, trazar su gráfico cuando carece de un número para los microburiles, para las puntas solutrenses pedunculadas, para las de aletas y para las puntas de muesca de tipo levantino, para citar sólo casos muy visibles y no descender a detalles minúsculos»
Luis Pericot (1965)

Los buques insignia de la escuela de François Bordes son la tipología lítica del Paleolítico inferior y medio de Europa occidental (luego extendida por sus discípulos al Paleolítico Superior, al Epipaleolítico y a otros periodos y culturas prehistóricas) y la determinación de diferentes variantes culturales del Musteriense, (llamadas facies de Musteriense típico, facies de Musteriense tipo Ferrassie, facies de Musteriense tipo Quina, facies de Musteriense de Denticulados y facies de Musteriense de Tradición Achelense). A pesar de las fuertes críticas por parte de paradigmas científicos opuestos -especialmente por parte de Lewis Binford y su esposa de ese entonces, Sally Binford (quien luego sería desdibujada de la historiografía arqueológica)- y a pesar, también, de la continua innovación de la ciencia prehistórica, ambas aportaciones siguen siendo, hoy día, referencias obligadas en cualquier estudio sobre el tema.
Fue, igualmente, uno de los primeros en hacer experimentos de talla de rocas duras de fractura concoidea con el objeto de reconstruir las técnicas de fabricación prehistóricas.